# Wielkie Jezioro Niedźwiedzie
Wielkie Jezioro Niedźwiedzie (ang. Great Bear Lake, fr. Grand lac de l'Ours, w atapaskańskim języku slavey Sahtú), jezioro położone w północno-zachodniej Kanadzie. Zajmuje powierzchnię 31 153 km² - pod względem powierzchni jest to czwarte jezioro Ameryki Północnej i ósme na świecie. Jezioro położone jest na wysokości 156 m n.p.m., a jego maksymalna głębokość wynosi 446 m (kryptodepresja).
Jezioro jest odwadniane przez rzekę Wielką Niedźwiedzią, dopływ rzeki Mackenzie.

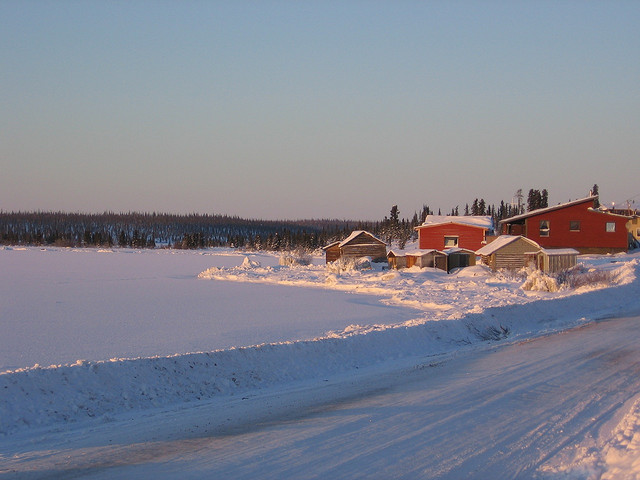
Miejscowość Délı̨nę nad brzegiem jeziora